# Zisterzienserinnenabtei Bellecombe
Die Zisterzienserinnenabtei Bellecombe war von 1133 bis 1792 ein französisches Kloster der Zisterzienserinnen, zuerst am Berg Suc Ardu, ab 1210 in Bellecombe bei Yssingeaux im Département Haute-Loire.

## Geschichte
Zu einem sehr frühen Zeitpunkt von der Adelsfamilie Chalençon gestiftet („um 1130 bis 1133“ laut Peugniez), aber im Massiv des Meygal (im heutigen Kanton Emblavez-et-Meygal) sehr unwirtlich gelegen, wurde das unter der Aufsicht von Kloster Mazan stehende Zisterzienserinnenpriorat 1209 von Bischof Bertrand de Chalençon († 1213) an den endgültigen Ort Bellecombe (lateinisch: Bella Cumba „gemütliche Mulde“) verlegt, heute noch Name eines Weilers zwischen Yssingeaux und dem Dorf Araules (am Fuße des Berges Suc de Bellecombe, der 1178 m hoch ist). Bellecombe besiedelte 1146 das Kloster Nonenque und 1226 das 20 Kilometer von Bellecombe entfernte Kloster La Séauve-Bénite. 1246 zur Abtei erhoben, wurde Bellecombe 1792 durch die Französische Revolution aufgelöst. Am Ort zeugt nur noch ein (heute privates) Gebäude aus dem 18. Jahrhundert (mit Scharwachttürmchen) vom einstigen Kloster.